# Herbert Müller (Hockeyspieler)
Herbert Müller (* 2. August 1904 in Friedeberg; † 7. Dezember 1966 in Hamburg) war ein deutscher Hockeyspieler.
Herbert Müller war Stürmer beim Berliner Sport-Club. Er debütierte 1926 in der deutschen Hockeynationalmannschaft. Bei den Olympischen Spielen 1928 in Amsterdam gehörte Müller zu den wenigen deutschen Spielern, die in allen vier Spielen mitwirkten. Gegen Spanien und Frankreich erzielte er jeweils ein Tor. Im Spiel um den dritten Platz gegen Belgien siegte die deutsche Mannschaft gegen die Belgier mit 3:0 und gewann die Bronzemedaille. Insgesamt wirkte Herbert Müller von 1926 bis 1934 in 19 Länderspielen mit.